# Mihailo Kabužić
Mihailo Kabužić (década de 1380 - después de 1421) fue un diplomático bosnio de origen dubrovnikense. Ocupó el cargo de protovestiario al servicio de Hrvoje Vukčić Hrvatinić, así como los cargos de príncipe de Korčula, Hvar, Brač y Omiš, y castellano de Bistrica. Tras la muerte de Hrvoje, estuvo al servicio de los reyes bosnios Ostoja Kotromanić y su hijo Stefan Ostojić. En la historia, es recordado principalmente por haber encabezado la embajada de Hrvoje en Edirne en 1414, que logró asegurar una expedición de tropas turcas contra Bosnia.

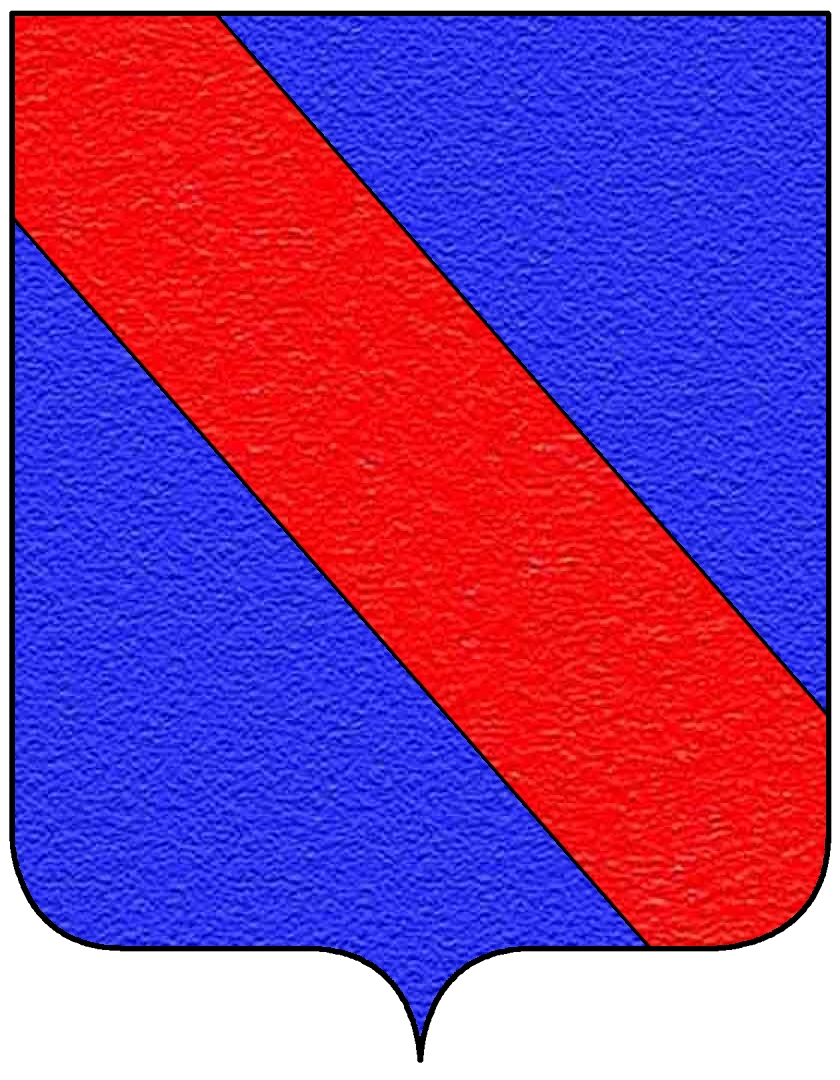
Escudo de armas de la familia Kabužić, a la que también pertenecía Mihailo.

## Familia
Nació probablemente en la década de 1380 en Dubrovnik. Su padre fue Marin Kabužić, mencionado en las fuentes entre 1382 y 1397. Su madre fue la primera esposa de Marin, Pervula (también mencionada en el mismo período), hija de Marin Junija Menčetić. Marin Kabužić se dedicaba al comercio y era responsable del abastecimiento de alimentos en Dubrovnik. También fue factor Ragusinus en Venecia en la década de 1390. El rey bosnio Stefan Dabiša lo menciona en una carta a los venecianos en 1394. A partir de 1397, fue elegido cinco veces como príncipe. Negoció con el rey Ostoja Kotromanić durante la guerra de 1403-1404 y actuó como intermediario en nombre de Pavle Radenović en el comercio de plomo en 1409. Cooperó con Brailo Tezalović, el protovestiario de Pavle Radenović. Tras la muerte de Pervula, Marin volvió a casarse con la hija de Nikola Kabužić (un pariente) y viuda de Lampret Crijević, con quien tuvo dos hijos más. El abuelo materno de Mihailo, Marin Junija Menčetić, fue un conocido armador y comerciante de sal. Marin tenía una sociedad comercial con los hijos de Menčetić. La hermana de Mihailo, Francesca, se casó en 1405 con Ivan Lampret Crijević, y Ana (fallecida en 1458) con Pavle Dživo Gundulić en 1402.

## Infancia y juventud

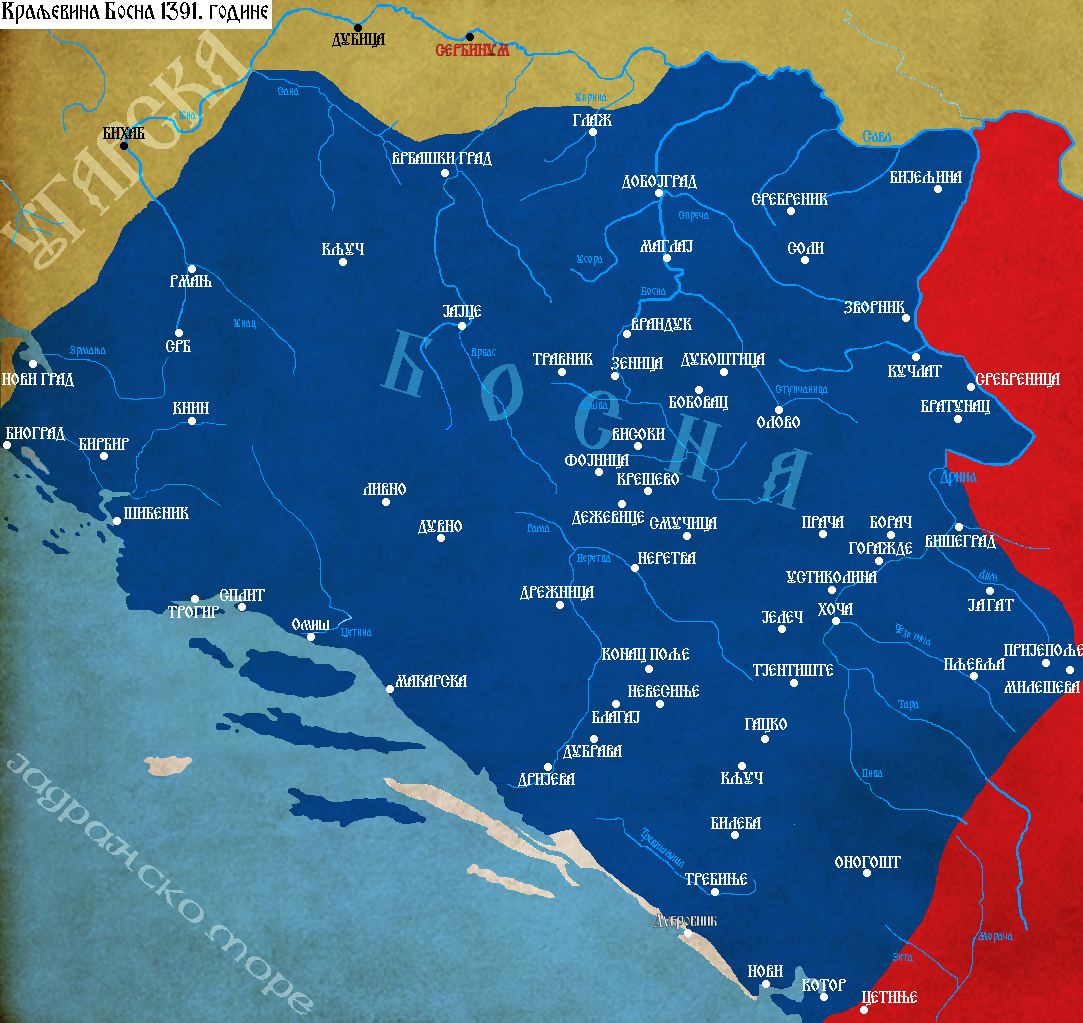
El Reino de Bosnia a finales del, en la cúspide de su expansión territorial.

Mihailo aparece por primera vez en los registros históricos a finales del siglo XIV, concretamente en 1399. Basándose en los datos sobre su familia y padres, se puede suponer que tenía al menos 15 años en ese momento. Su siguiente mención en fuentes es en 1407, y no se conoce mucho sobre su vida entre 1399 y 1407. Se sabe que en 1399, cuando se dividió la costa de Slano entre la nobleza de Dubrovnik, Mihailo recibió una parcela de tierra en la región de Imotica, dentro de la décima parte de Nikola Menčetić. Otros miembros de la familia Kabužić también recibieron tierras allí. En septiembre de 1407, se le menciona como capitán de la guardia nocturna de Dubrovnik, el único cargo que desempeñó en la ciudad. Como capitán, se negó a realizar una incursión en la casa de un sospechoso de acosar a una mujer, afirmando que "Dubrovnik no es 'Eslavonia', sino una tierra de razón, y no se pueden tomar tales medidas ilegales sin motivo".
No se sabe en qué momento Mihailo entró al servicio del duque Hrvoje Vukčić Hrvatinić. Su padre murió en 1409 o al año siguiente, y Mihailo seguramente se unió al servicio de Hrvoje después de eso. Mihailo tenía una deuda de 480 libras de plata con Jakov Bunić, lo que pudo haberlo llevado a abandonar la República de Dubrovnik a finales de 1410. No heredó los negocios de su padre, ya que en documentos se mencionan las deudas de Marin Kabužić con Pavle Radenović, sin mención de Mihailo.

## Al servicio de Hrvoje Vukčić Hrvatinić

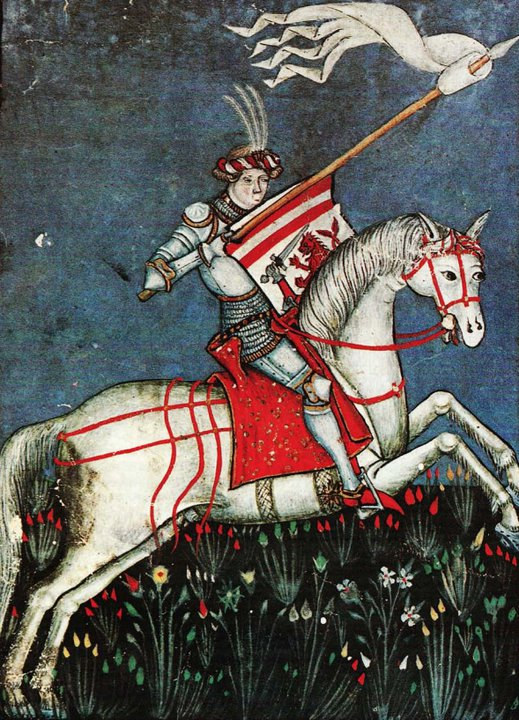
Hrvoje Vukčić Hrvatinić, imagen del Misal de Hrvoje.

### Príncipe de Brač, Hvar, Korčula y Omiš
Mihailo aparece por primera vez en documentos como parte del servicio de Hrvoje el 13 de agosto de 1411, como vicario y posiblemente como príncipe de Omiš. Existe cierta confusión debido a la estructura de la fuente italiana, donde no queda claro si era "vicario del duque y príncipe de Omiš" o "vicario del duque y del príncipe de Omiš". Es más probable que fuera príncipe de Omiš, ya que en marzo de 1411 el cargo aún lo ocupaba Cvito Tolihnić, con quien Mihailo tuvo un litigio en agosto de 1411 sobre unos habitantes de Brač y Hvar. Desde octubre de 1411 hasta marzo de 1413, aparece en documentos como príncipe de Korčula, lo que confirma que Hrvoje había establecido en 1405 una administración en la Dalmacia central, que incluía Makarska, Poljica y Split. Así, entre 1411 y 1413, Mihailo desempeñó el cargo de príncipe de Korčula, Brač, Hvar (incluyendo Vis) y Omiš. En cada región tenía representantes (vicarios). En Korčula, su delegado era Francesco de Petrachis, quien lo sucedió en 1413. Se le menciona en disputas legales con la nobleza local.

### Protovestiario
Mihailo se convirtió en protovestiario (máximo funcionario financiero) del duque Hrvoje entre agosto de 1411 y enero de 1412. Aparece por primera vez con este título el 11 de enero de 1412, cuando el vicepríncipe de Split, Gojčin, solicitó que Cvito Tolihnić y Mihailo Kabužić fueran declarados ciudadanos de Split e incorporados al consejo municipal. Como protovestiario, aparece en documentos de la costa dálmata, aunque no se sabe si desempeñaba este cargo en todo el dominio de Hrvoje. A principios de 1412, Hrvoje le asignó una casa en Dubrovnik, que había recibido de la República en 1399 como recompensa por su mediación en la cesión de la costa de Slano. Sin embargo, las autoridades de Dubrovnik protestaron y, para evitar disputas legales, Hrvoje decidió regalar la casa a su esposa Jelena Nelipić el 2 de abril de 1412.

### Embajador en la corte otomana

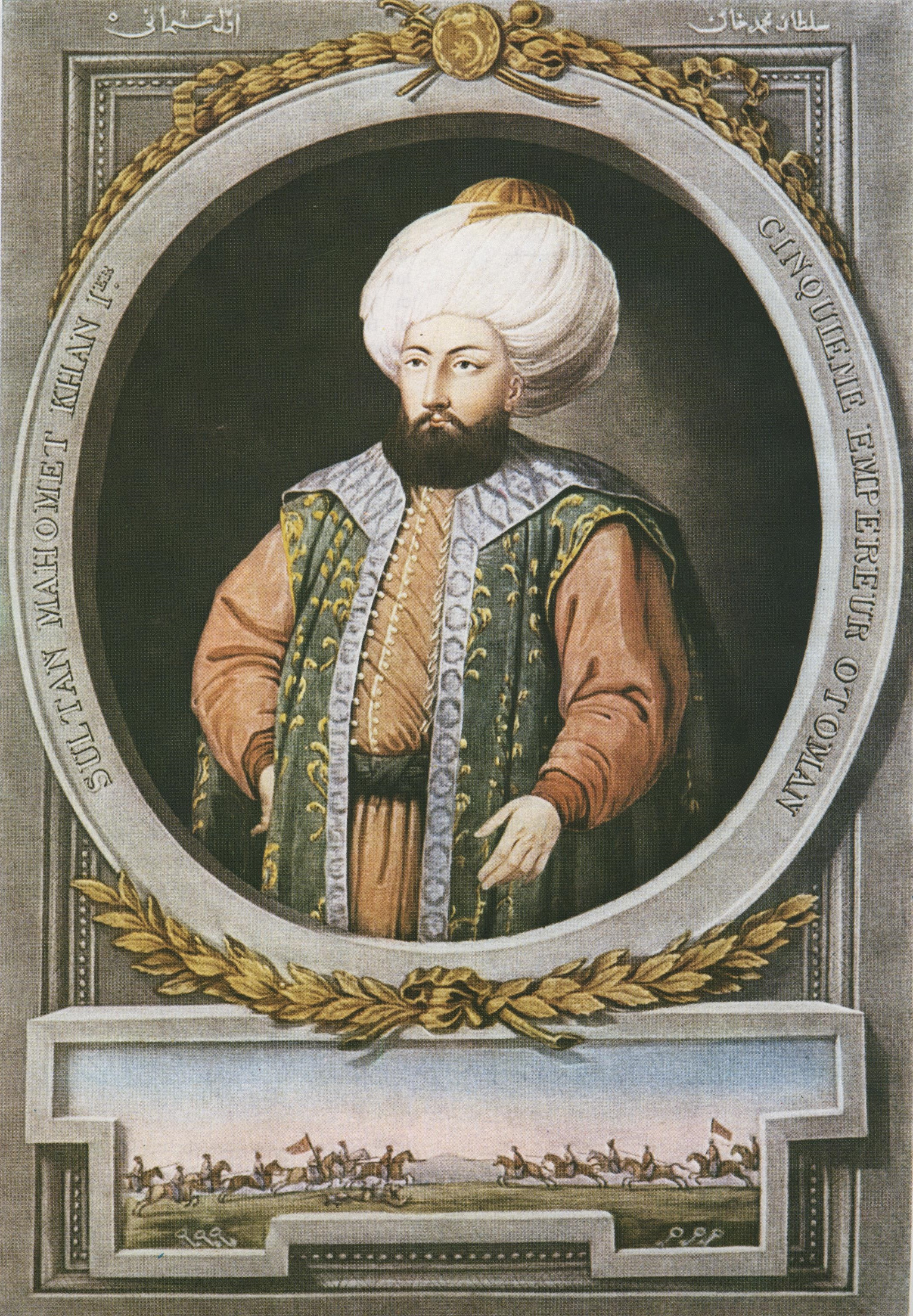
Mehmed I.

Mihailo es más recordado por la misión diplomática que Hrvoje le encomendó a principios de 1414 en Edirne. Según el cronista Junije Rastić, ocurrió en un momento en que Mehmed I se preparaba para una batalla decisiva contra su hermano. A pesar de ello, el sultán respondió favorablemente a la petición de Hrvoje y ordenó al gobernador de Skopie que enviara un contingente de tropas otomanas a Bosnia y Dalmacia. Dubrovnik, considerando a Mihailo responsable de la incursión otomana, lo convocó para explicar sus acciones el 25 de junio de 1414. Es probable que no respondiera al llamado, pues ya no se consideraba ciudadano de Dubrovnik.

## Castellano de Bistrica

Bosnia alrededor de 1412, con una representación de los territorios de Hrvoje.

Durante todo el año siguiente, 1415, no hay datos sobre Mihailo Kabužić. Vuelve a aparecer en los registros en abril de 1416 como castellano de Bistrica, en el condado de Livno, en un momento en que Hrvoje ya había fallecido. Se mencionan a un tal Biloslav y a Ostoja como castellanos de Hrvoje en Omiš entre 1415 y 1416. Tras la muerte de Hrvoje, abandonaron la ciudad y se dirigieron a Bosnia, donde Biloslav se encontró con Kabužić en Bistrica. No se sabe con certeza qué cargo desempeñaba Kabužić en Bistrica en ese momento, pero ciertamente no era solo el comandante de la fortaleza. Es evidente que tenía amplias facultades sobre las antiguas posesiones de Hrvoje. Es posible que fuera el superior de los príncipes de Omiš y que les ordenara retirarse de la ciudad en abril de 1416. Se ha supuesto que actuaba en nombre de Jelena Nelipčić, quien tomó el control de Omiš tras la muerte de su esposo y finalmente se lo entregó a su hermano Ivaniš Nelipić.
Parece que Kabužić dejó de apoyar a Jelena y a su hijo Balša, y que se acercó al rey Ostoja. El rey bosnio intentó persuadir a Jelena para que se casara con él. Ostoja consideraba Omiš como su posesión desde 1403, aunque Hrvoje lo había conquistado ya en 1401. Jelena lo cedió a su hermano, lo que Ostoja aceptó inicialmente, pero a principios de la década de 1420 reanudó sus reclamaciones sobre la ciudad. Es posible que Kabužić hubiera estado al servicio de Jelena durante un tiempo y que luego se separara de ella. No hay registros sobre sus actividades en la corte de Ostoja. No se le menciona con ningún cargo, ni mucho menos como protovestiario. Tampoco aparece en las listas de testigos y cortesanos en los documentos reales. Sin embargo, se sabe que fue un importante consejero de Ostojić.

## Al servicio de Stefan Ostojić
La influencia de Kabužić sobre el joven Stefan Ostojić, quien ascendió al trono tras la muerte de su padre en el otoño de 1418, está documentada en varias fuentes. Existen múltiples razones posibles para esto: tal vez fue su tutor entre 1416 y 1418, o quizás el rey lo favoreció debido a su enemistad con Jelena, como se evidencia en su decisión de nombrar a su madre, la exreina Kujava (esposa desterrada de Ostoja), como corregente, y de encarcelar a Jelena. Mihailo reaparece en las fuentes de Dubrovnik a principios de 1419, nuevamente en un contexto desfavorable. La razón era la siguiente: cuando un nuevo gobernante serbio o bosnio subía al poder, era costumbre que se renovaran los privilegios otorgados a Dubrovnik mediante nuevas cartas reales. Con este propósito, los embajadores Nikola Đurđević y Marin Gundulić viajaron a la corte del nuevo rey bosnio. Los detalles sobre la actividad de Kabužić en la corte se conocen gracias a las actas del juicio en su contra en Dubrovnik, publicadas en abril de ese año. Los embajadores afirmaron que Mihailo insistió repetidamente en que las antiguas cartas no eran válidas y que iban en contra de los intereses del rey, ya que en la costa de Slano había 36 aldeas de las que el monarca no obtenía ningún beneficio. Mihailo también sostuvo que Stefan Ostojić reclamaba todas las posesiones de Hrvoje, incluidas las que Dubrovnik le había concedido en 1399. Siempre se presentaba ante los embajadores con enojo y acompañado de otros nobles de la corte. Los dubrovnienses rechazaron estas demandas, argumentando que el propio rey Ostoja había concedido la costa de Slano a Dubrovnik y que las tierras de Hrvoje debían ser heredadas por sus legítimos sucesores. Mihailo se opuso firmemente a la idea de que estas posesiones fueran entregadas a Jelena. Probablemente fue en este momento cuando Jelena fue encarcelada por orden del rey bosnio y de Kujava, su madre. Kabužić probablemente jugó un papel clave en esta decisión. Incluso los nobles bosnios apoyaron a los dubrovnienses en su negativa, afirmando:

«…ese demonio vuestro, Kabužić, es enemigo de todos y trabaja en contra de ustedes y de su propia patria.»

Tras la salida de Mihailo, Stefan Ostojić se mostró significativamente más amable con los enviados de Dubrovnik. Sin embargo, por recomendación de Kabužić, el rey bosnio continuó reclamando las propiedades de Hrvoje en Dubrovnik, aunque sin éxito. El 5 de marzo, emitió una carta a los dubrovnikenses. Debido a las acciones de Kabužić en contra de los intereses de Dubrovnik, las autoridades de la República iniciaron un proceso judicial contra él en abril. Para entonces, ya no lo consideraban un noble suyo, como lo evidencia la eliminación del título "señor" en los registros oficiales antes de su nombre. Según el informe del enviado Petar Bunić, quien obtuvo información de Pavle Radivojević, Kabužić instó al rey bosnio a atacar Ston y Pelješac, siempre que el sultán Mehmed y Segismundo de Luxemburgo, rey de Hungría, no se opusieran. Mihailo Kabužić proporcionó información errónea al rey bosnio, afirmando que el muro de Ston era bajo y débil, y que un jinete podía saltarlo. También aseguró que la fortaleza de Ston podría ser tomada con solo 500 hombres. Pavle Radivojević intentó persuadir al rey bosnio de que no aceptara las propuestas de Kabužić, pero el exnoble de Dubrovnik tenía más influencia que todos los barones locales.

### Negociaciones sobre la cesión de Konavle a los dubrovnikenses
El informe de Bunić sirvió para el juicio en ausencia de Kabužić. El proceso se llevó a cabo el 22 de abril de 1419. En el acta no figura ningún fallo. En las decisiones del Consejo de Rogados se propuso condenar a muerte a Mihailo, pero en el juicio no se tomó ninguna decisión al respecto. En ese momento, la prioridad de Dubrovnik era negociar con Sandalj Hranić sobre la cesión de una parte de Konavle. Existen numerosos datos sobre estas negociaciones. El acuerdo se cerró rápidamente y solo faltaba la confirmación del rey bosnio Stefan. Sin embargo, este no mantenía buenas relaciones con los Kosača, por lo que los dubrovnikenses se vieron obligados a enviarle una nueva embajada. Para influir en el rey, Dubrovnik envió regalos al voivoda Petar Pavlović, hijo de Pavle Radenović.
El emisario del rey en las negociaciones con Dubrovnik fue precisamente Mihailo Kabužić, lo que probablemente retrasó la emisión de la sentencia en su contra. El Gran Consejo otorgó a Mihailo un salvoconducto el 7 de noviembre, y el 16 de noviembre regresó a su ciudad natal después de mucho tiempo. Ya el 8 de noviembre, Mihailo, junto con el príncipe Aleksa Paštrović, también enviado de Stefan, recibió dinero de las autoridades de Dubrovnik. Las negociaciones concluyeron con éxito el 21 de noviembre. Mihailo incluso recibió una recompensa de 30 perperos de Dubrovnik. Aleksa y el logoteta Radoslav también fueron recompensados. El 4 de diciembre de 1419, Stefan emitió una carta confirmando la venta de la parte de Konavle, a cambio de una renta anual de 500 perpers.

## Desaparición de la escena política
A principios del año siguiente, en 1420, estalló nuevamente el conflicto entre los Pavlović y los Kosača. En él intervinieron los turcos, convocados por el voivoda Sandalj Hranić Kosača. Los dubrovnikenses intentaron mediar en la pacificación del conflicto, pero sin éxito. El voivoda Petar Pavlović murió en combate contra los turcos. En febrero de 1420, en medio de las batallas, se tomó la decisión de prohibir la entrada de Kabužić a la República de Dubrovnik y condenarlo como traidor. Parece que fue acusado de colaborar con los turcos. La nobleza comenzó gradualmente a abandonar a Stefan y a apoyar al candidato turco al trono bosnio, Tvrtko II Tvrtković, quien contaba con respaldo militar de sus aliados. Para el verano de 1420, Tvrtko ya era reconocido por los dubrovnikenses como el nuevo rey bosnio. Con la caída de Stefan, se pierde el rastro de Kabužić en las fuentes históricas. Es probable que no haya sobrevivido a la caída de Stefan a principios de 1422. Se conserva un testamento de Mihailo fechado en 1428, registrado por las autoridades de Dubrovnik, lo que representa un misterio en el estudio de la vida de este diplomático.

## Descendencia
Mihailo Kabužić estuvo casado, aunque el nombre y el origen de su esposa se desconocen. Tuvieron una hija llamada Pervula, quien en 1430 contrajo matrimonio con el noble Vladislav Gučetić, con quien tuvo tres hijas. Pervula falleció en 1453.